# Domenico Trentacoste
Domenico Trentacoste (*  20. September 1859 in Palermo; † 18. März 1933 in Florenz) war ein italienischer Bildhauer und Medailleur aus Sizilien.

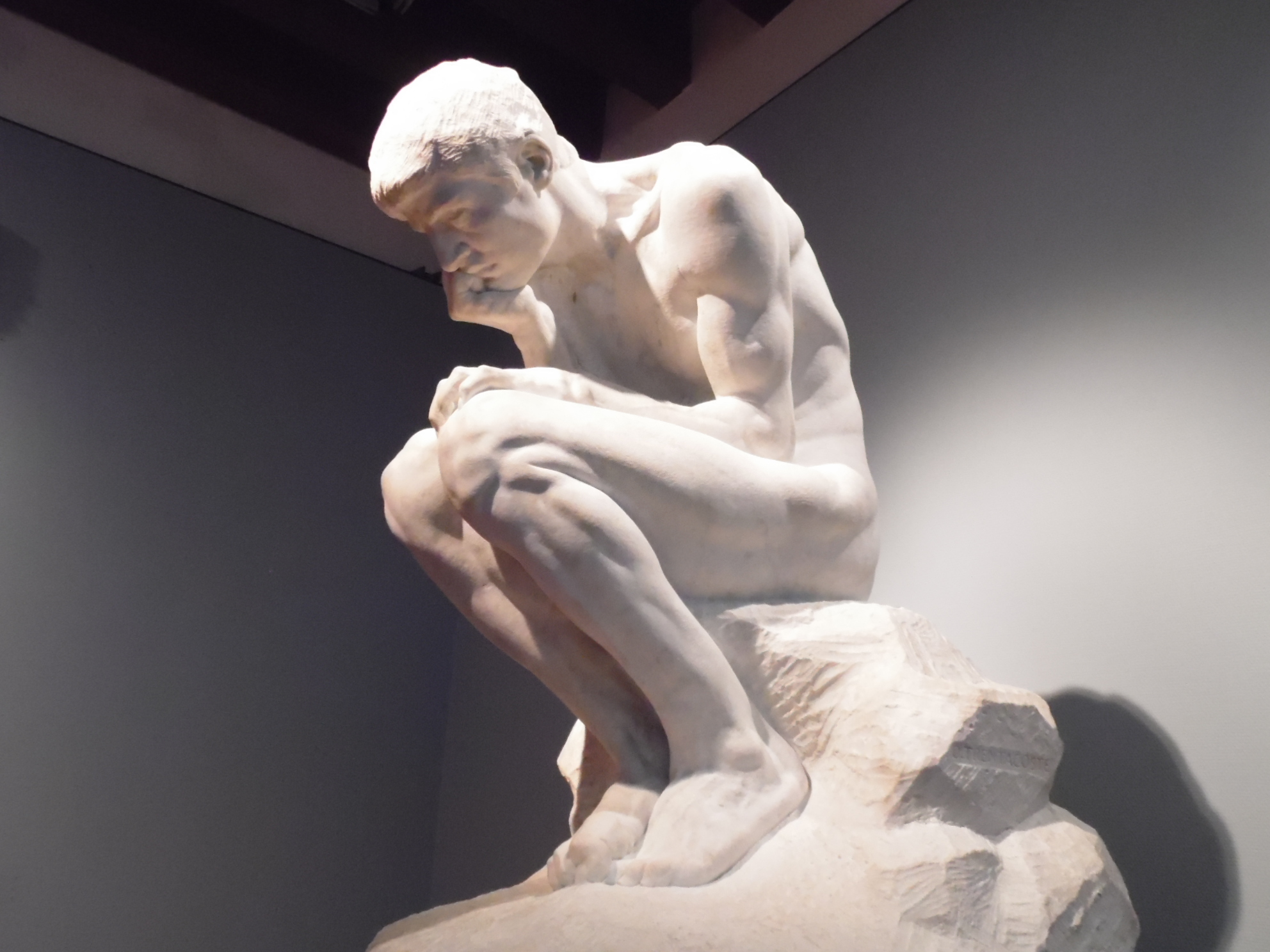
Domenico Trentacoste: Caino (nach 1903). Galleria d’Arte Moderna (Palermo)

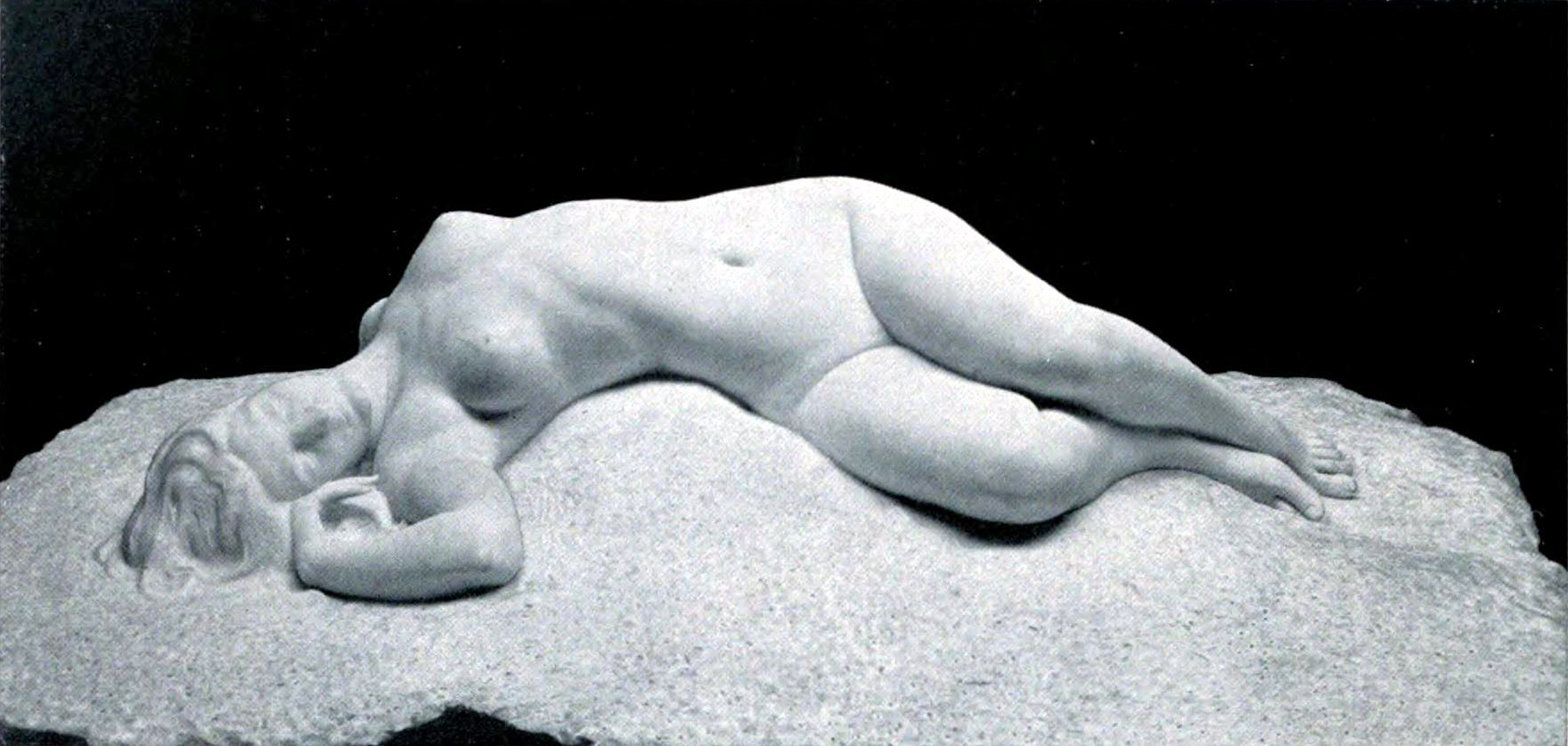
Domenico Trentacoste: Liegender Akt (1910). Museo Revoltella – Galleria d’Arte Moderna (Triest)

## Leben
Zwischen 1870 und 1877 studierte er bei  Domenico Costantino und 1874–1875 bei Benedetto De Lisi.
Nach einem Aufenthalt in Neapel, wo er im Archäologischen Nationalmuseum die Skulpturen der Antike studierte, ging er 1878 nach Florenz.
1880 kehrte er ein letztes Mal nach Palermo zurück, um den Figurenschmuck am Triumphbogen für den Besuch König Umbertos I. in der Stadt zu modellieren.
Mit dem Honorar hierfür ging er im gleichen Jahr nach Paris. Dort stellte er im Salon von 1881, 1884, 1885 und 1887 seine Skulpturen aus. In Paris freundete er sich mit dem Bildhauer Antonio Giovanni Lanzirotti an, der ihn mit dem Werk von Auguste Rodin bekannt machte 1891 ging er nach London, 1894 wurde er auf der großen Kunstausstellung in Wien für seine Skulpturen „Pia dei Tolomei“ und „Ophelia“ mit einer Goldmedaille geehrt.  Ab 1895 war er in Florenz ansässig. Im gleichen Jahr war er auf der ersten Biennale di Venezia vertreten, wo er mit dem Mädchenakt „Derelitta“ den großen Preis der Biennale erhielt.
Um 1913 wurde er an die Accademia di Belle Arti in Florenz berufen, deren Direktor er kurze Zeit später wurde. 1932 folgte seine Nominierung zum Accademico d’Italia.
Seine durch die Renaissanceskulptur der Toskana inspirierten Figuren und Büsten tendierten erst nach 1900 in Richtung eines durch den Impressionismus beeinflussten Realismus, wie die Bronzefigur des Kain, die eine Verwandtschaft zu Rodin zeigt.
Eine Gedenktafel für Trentacoste befindet sich in der Via Bicasoli in Florenz.
Einige seiner Schüler waren Marino Marini, Guido Calori, Mirko Basaldella, Paolo S. Abbata und Marc Andries Smit.

## Werke (Auswahl)
- Galleria Nazionale d’Arte Moderna (Rom): Kain (1902), Bronze; schlafende Frau (1910)
- Royal Collection im Buckingham Palace (London): Die Heilige Cäcilie (1881 von der Princess of Wales gekauft)
- Museo Revoltella – Galleria d' Arte Moderna (Triest): Verlassene Frau (1893) Marmor
- Friedhof von Santo Spirito (Palermo): Grabstatue seine Schwester Maria Antonietta
- Palazzo Pitti (Florenz): Toter Christus (1905)
- Palazzo Pesaro (Venedig): Tochter der Niobe
- Los Angeles County Museum of Art: Porträt der Schauspielerin Emma Gramatica (1900), Terracotta
- Musée d’Orsay (Paris): Sämann, Bronze
- Galleria d’Arte Moderna (Palermo): “Raccoglimento”
- Kathedrale von Cremona: Liegefigur des Kardinals Bonomelli (1923)
- Abgeordnetenhaus von Rom: Figurengruppen „Stolz und Hochmut“, „Mut und Kühnheit“ sowie „Triumph und Glaube“.